# Terremoto de Chiapas de 2017
El terremoto de Chiapas de 2017 fue un movimiento de placas ocasionado por una fractura telúrica ocurrida a las 23:49:18, hora local (UTC–5), del jueves 7 de septiembre de dicho año, y tuvo una magnitud Mw = 8.2. El epicentro se ubicó en el golfo de Tehuantepec, 137 km al suroeste de Pijijiapan, Chiapas, y a 45.9 km de profundidad. El sismo se percibió en el centro y sureste de México, así como en Guatemala, El Salvador, Honduras y Belice. Es el terremoto más fuerte registrado en México desde el terremoto de Jalisco-Colima de 1932. El sismo ocurrió apenas 12 días antes del terremoto de Puebla (Mw = 7,1).
Poco después del movimiento, el Centro de Alerta de Tsunamis del Pacífico emitió una alerta de tsunami para México, Guatemala, El Salvador, Costa Rica, Nicaragua, Panamá, Honduras y Ecuador. Quince minutos después del sismo, las olas del mar se levantaron hasta tres metros frente a las costas de Chiapas. Asimismo, se confirmaron olas de tsunami en Salina Cruz, Oaxaca (1.1 m); Puerto Ángel, Oaxaca (29 cm); Acapulco, Guerrero (72 cm); Acajutla, El Salvador (14 cm); las Islas Galápagos, Ecuador (17 cm), entre otros lugares. De acuerdo con la Secretaría de Gobernación de México, cientos de comunidades fueron afectadas por el sismo en los estados de Chiapas, Tabasco y Oaxaca, siendo la ciudad de Juchitán de Zaragoza, ubicada en este último estado, la más afectada. En Oaxaca se reportaron setenta y ocho muertes causadas por el sismo; en Chiapas, dieciocho fallecidos, y en Tabasco, solo cuatro víctimas, para hacer un total de cien fallecimientos, según lo registrado hasta el 15 de septiembre. El presidente de México, Enrique Peña Nieto, informó sobre la activación de protocolos de protección civil, incluido el Comité Nacional de Emergencia.
Hasta el 6 de noviembre, se registraron 9945 réplicas. Las dos réplicas mayores: la primera, el 8 de septiembre, a las 00:17, de magnitud 6.1, con profundidad de 32 km y 72 km al sureste de Salina Cruz, y la segunda, el 23 de septiembre, a las 7:52, de magnitud de 6.1, con profundidad de 75 km y 7 km al oeste de Unión Hidalgo. Este terremoto ha sido el más fuerte en el mundo desde el terremoto de Chile de 2015, que tuvo una magnitud de Mw = 8,3.

## Antecedentes

### Falsa alerta
El día anterior al terremoto, mientras se realizaba mantenimiento en el sistema de altavoces alrededor de las 19:00, exactamente a las 19:04, hora local (UTC–5), por un error humano se activó el sonido de alerta sísmica, a través de las alarmas del Sistema de Alerta Sísmica Mexicano, que generó algunas evacuaciones en la Ciudad de México. El incidente se reportó como una falsa alerta.

### Sismicidad en Chiapas y placas tectónicas
Con un registro de 15 sismos diarios (se contemplan los de magnitud mayor a 2,0 en la escala de Richter), México presenta una alta sismicidad, en general. Por la situación particular del estado de Chiapas, que se encuentra en la zona donde ocurre un contacto convergente entre la placa Norteamericana, la placa de Cocos y la placa del Caribe, la sismicidad es una de las mayores en México. En el siglo XX, se registraron en la zona costera sur de Chiapas al menos cinco sismos de gran envergadura (magnitudes mayores que 7,0 en la escala Mw) y uno en el presente siglo (el 7 de noviembre de 2012). En Oaxaca, por su parte, se registró en 1931 un gran terremoto de magnitud 8,0.

### Configuración tectónica
El golfo de Tehuantepec se encuentra por encima de la frontera convergente donde la placa de Cocos está siendo subducida por debajo de la placa Norteamericana a una tasa de 6.4 cm/año (2.5 pulgadas/año).

### Sumario tectónico
El 7 de septiembre de 2017, el sismo de Mw 8.2 de Chiapas, México, ocurrió como resultado de una falla normal desde una profundidad intermedia (intraslab). Las soluciones de los mecanismos focales del sismo indican que el deslizamiento se produjo en una falla que se zambulle muy superficial hacia el suroeste, o una inmersión abrupta con un rumbo en dirección noroeste-sureste. En el lugar del evento, la placa de Cocos converge con la Norteamericana a razón de 76 mm/año, en dirección hacia el noreste. La placa de Cocos comienza su proceso de subducción debajo de Centroamérica en la fosa mesoamericana a solo 100 km al suroeste del terremoto. El lugar, profundidad y el mecanismo normal del sismo señalan que es más probable que ocurra un evento intraplaca, en la losa oceánica de Cocos en subducción, que en uno de falla inversa de cabalgamiento (megathrust).

## Afectaciones en México

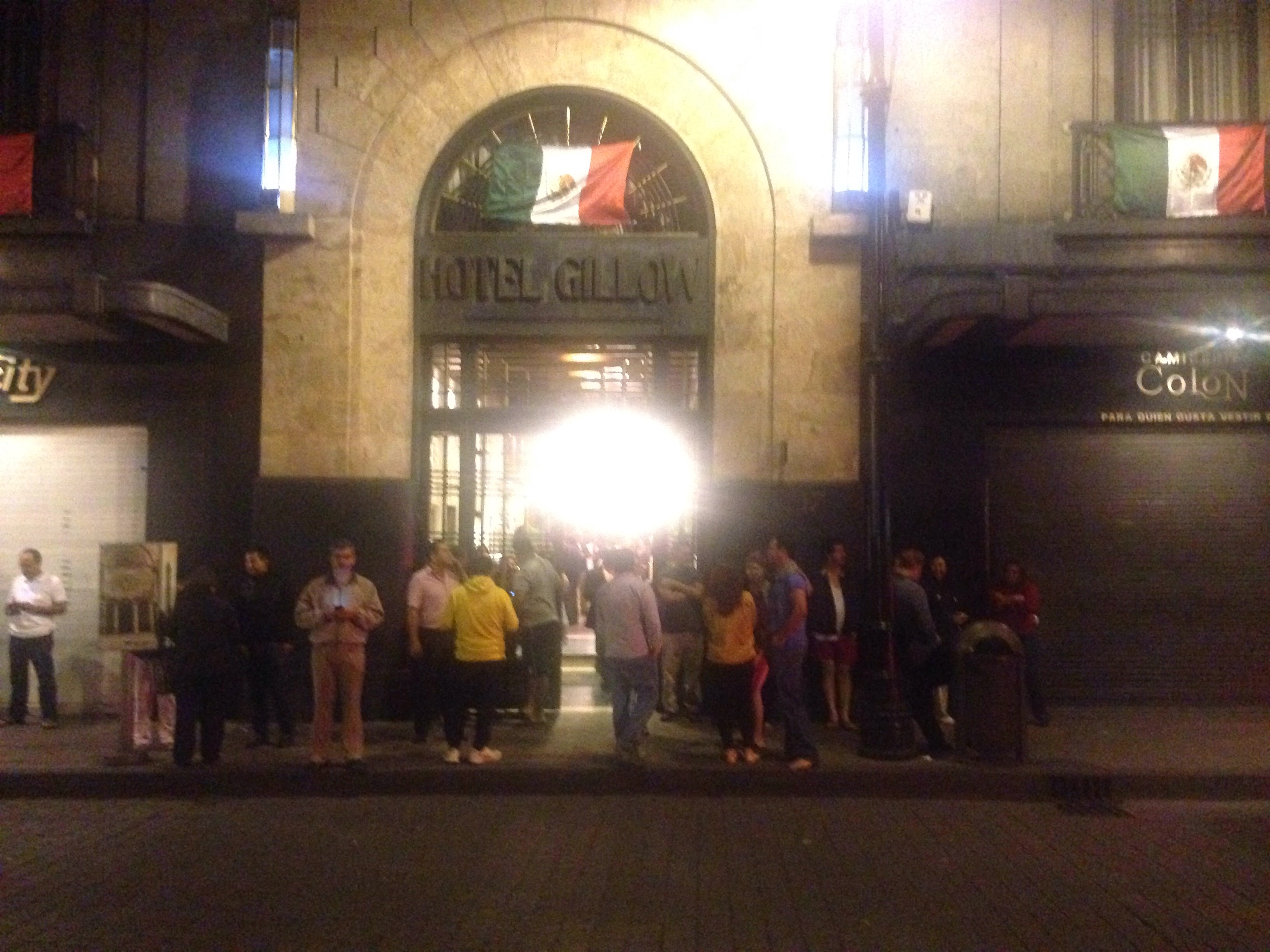
Personas fuera de un hotel de la Ciudad de México minutos después del sismo.

Los sensores sísmicos del Sistema de Alerta Sísmica Mexicano detectaron el movimiento telúrico a las 23:49:54 horas (hora de la Ciudad de México) y emitieron alertas tempranas a las ciudades de Oaxaca (13 segundos antes), Puebla (63s), Chilpancingo (66s), Acapulco (70s), Ciudad de México (96s), Colima (181s) y Guadalajara (191s). La señal se difundió a través de los altavoces públicos del Programa Ciudad Segura en la capital mexicana y en los medios de comunicación.
El secretario de Educación Pública (SEP), Aurelio Nuño Mayer, decretó la suspensión de clases a nivel básico en la Ciudad de México para el viernes 8 de septiembre, con objeto de llevar a cabo inspecciones de protección civil en las escuelas. Medidas similares se tomaron en los estados de Oaxaca, Chiapas, Tabasco, Puebla, Tlaxcala, Guerrero, Estado de México, Hidalgo, Veracruz, Morelos y Michoacán. La SEP informó sobre 139 planteles a su cargo que presentaban daños. Se suspendieron actividades académicas en la Universidad Nacional Autónoma de México y en el Instituto Politécnico Nacional.
El Gobierno de México declaró el 8 de septiembre el estado de emergencia para 122 municipios del estado de Chiapas. El Ejército Mexicano aplicó el Plan de Auxilio a la Población Civil en Casos de Desastre (Plan DN-III-E) y desplegó a 1,862 soldados. Se destinaron fondos del Fondo Nacional de Desastres para los estados de Oaxaca y de Chiapas. Tras la declaración de alerta de tsunami, se registraron oleajes de hasta tres metros de alto, en costas mexicanas. El servicio eléctrico se afectó en seis estados del país. El presidente de México, Enrique Peña Nieto —a través de su cuenta de Twitter—, expresó condolencias a las víctimas del terremoto. Los presidentes y dirigentes políticos de Chile, Colombia, Ecuador, España, Honduras, Panamá, Perú, Puerto Rico y Venezuela manifestaron también sus condolencias y su solidaridad con las víctimas.
Durante el recorrido realizado por el titular del Poder Ejecutivo en la comunidad de Juchitán, estado de Oaxaca, se decretó luto nacional de tres días, y duelo nacional para el 7 de septiembre.

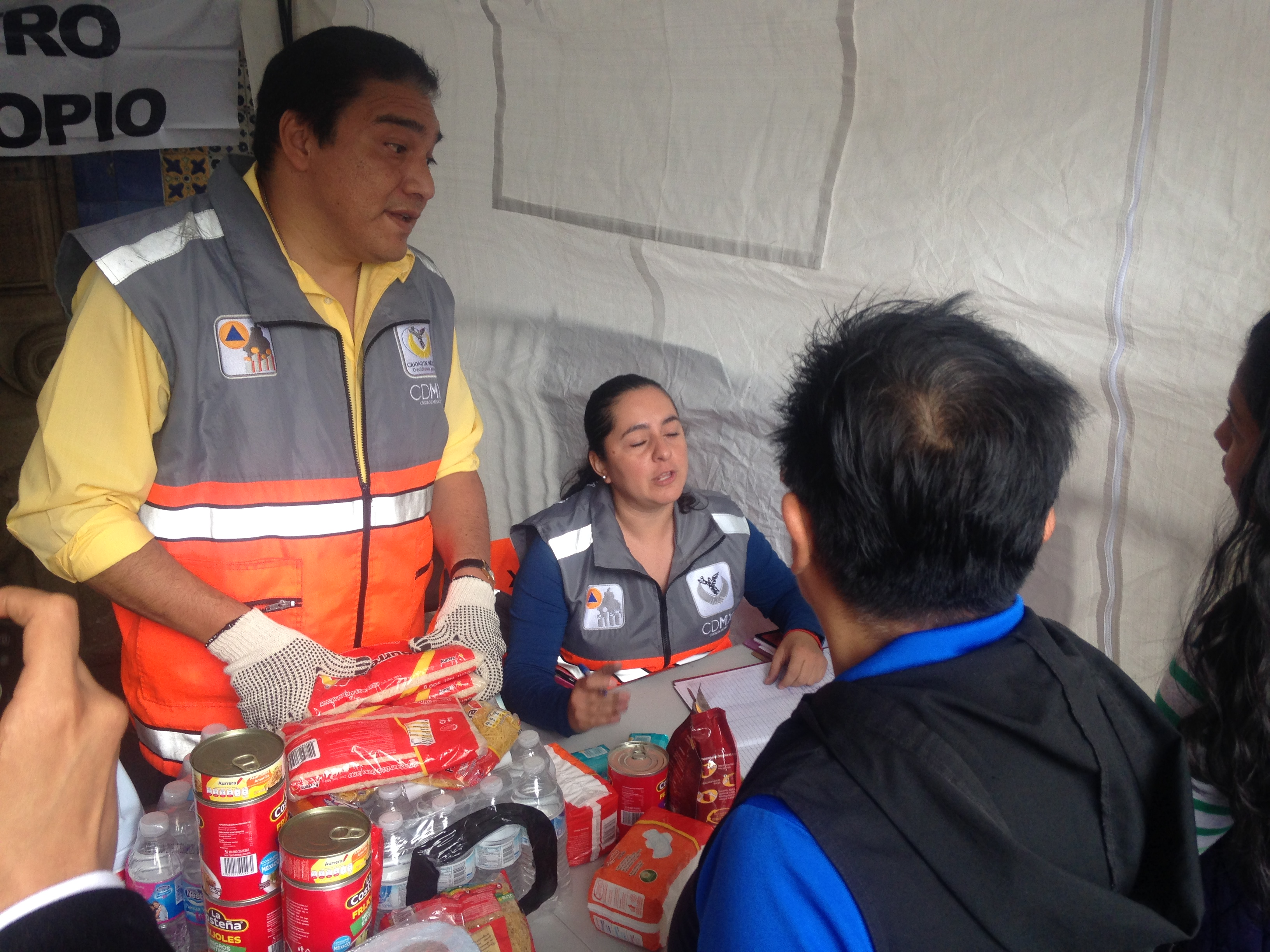
Centro de acopio en el Antiguo Palacio del Ayuntamiento de la Ciudad de México.

| Estado  | Muertes | Heridos |
| ------- | ------- | ------- |
| Chiapas | 16      | 192     |
| Tabasco | 4       | 10      |
| Oaxaca  | 82      | 698     |

#### Chiapas

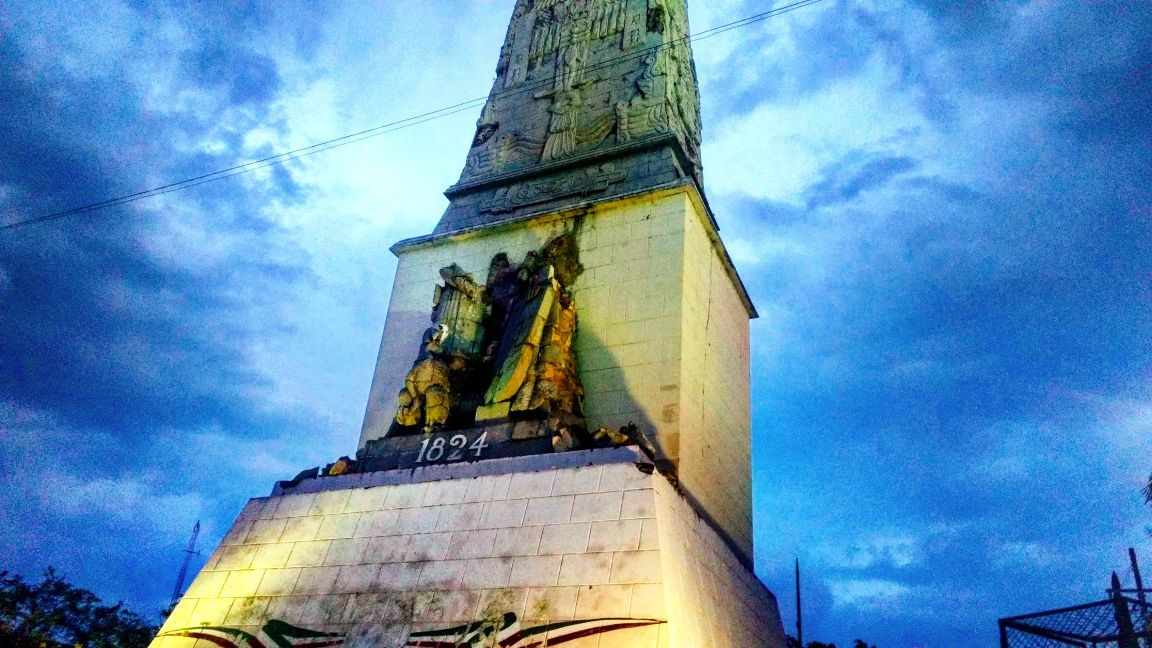
Monumento a la Bandera en Tuxtla Gutiérrez, construido en conmemoración a la federación de Chiapas a México en 1824, dañado tras el terremoto

La Secretaría de Protección Civil en Chiapas hizo de conocimiento que de manera preliminar se tuvo el reporte de un total de 80.508 viviendas afectadas, de las cuales 58.168 tuvieron daños parciales y 22.340 más se encontraban con daño total. En el sector educativo se tuvo el registro de 1.534 escuelas con daño parcial y 86 con daño total, de igual forma se tuvo el registro de 71 unidades médicas, 194 edificios públicos, 411 iglesias, 658 comercios, 282 tramos carreteros afectados y 67 puentes dañados a cargo del estado, 100 carreteras federales, 92 alimentadoras y 4 puentes federales. De igual forma informó de daños en 15 servicios vitales de electricidad y 50 de agua potable y alcantarillado. En ese momento se mantuvieron activos 6  refugios temporales con una cantidad de 83 familias y un total de 353 personas, a las que se les brindó un lugar para dormir, así como alimentos y atención médica.
De manera preliminar, las autoridades estatales informaron que se tuvo el reporte de 16 personas fallecidas y 26 personas lesionadas de los municipios de San Cristóbal de Las Casas, Jiquipilas, Villa Corzo, Pijijiapan, Tonalá, Suchiapa, Villaflores, Chiapa de Corzo, Cintalapa.
Hubo daños en edificios históricos y monumentos históricos de Tuxtla Gutiérrez, San Cristóbal de Las Casas, Tonalá, Zinacantán, San Juan Chamula, Chiapa de Corzo, y Ocosingo. En San Cristóbal de Las Casas resultaron con afectaciones la Parroquia de Santa Lucía, la Catedral y el Ayuntamiento. En Acala, el templo, la casa parroquial y el arco del templo antiguo. En Jaltenango de la Paz, las torres de las dos capillas más antiguas. Se sumaron también la mayor parte del templo y la casa parroquial de Jiquipilas. En Tuxtla Gutiérrez, el templo parroquial de San José Terán; la parroquia de Guadalupe, la Catedral de San Marcos, la Casa del Apostolado Seglar San Marcos y la Casa de Pastoral de San Roque, el Seminario Diocesano, y la Casa Central del convento de la Discípulas de Jesús Buen Pastor, así como el Museo Regional de Chiapas presentó daños en su estructura y el Monumento a la Bandera. En Venustiano Carranza, la iglesia de San Bartolomé resultó con severos daños, por lo que las figuras religiosas tuvieron que ser desalojadas ante el miedo de que colapse. En Chiapa de Corzo resultaron afectados la iglesia el Templo del Calvario, la Pila, la iglesia de Santo Domingo, la iglesia de San Jacinto y la zona arqueológica. En Tonalá, la zona arqueológica Iglesia Vieja presentó daños en la estructura, al igual que la Capilla de San José con daños en la cúpula. En Zinacantán, el Templo de San Lorenzo presentó deslizamiento general de las tejas de su cubierta; colapso total de las torres de los campanarios y del 30 por ciento de la cubierta. En Villa Las Rosas, el Templo de la Virgen de Guadalupe colapsó en un 30 por ciento de la cubierta. Tres tramos carreteros se vieron afectados: la vía que comunica a Cintalapa con Tuxtla Gutiérrez (el Puente La Cintal registró un levantamiento) y las autopistas Arriaga - Ocozocuautla y Tuxtla. En San Cristóbal y en Ocosingo, se registraron deslaves, derrumbes y asentamientos.
El 8 de septiembre, la Secretaría de Gobernación (SEGOB), por conducto de la Coordinación Nacional de Protección Civil, declaró emergencia extraordinaria para 118 de los 122 municipios (en ese entonces) del estado de Chiapas. Estos municipios fueron: Acacoyagua, Acala, Acapetahua, Altamirano, Amatán, Amatenango de la Frontera, Amatenango del Valle, Ángel Albino Corzo, Arriaga, Bejucal de Ocampo, Bella Vista, Berriozábal, Bochil, El Bosque, Cacahoatán, Catazajá, Cintalapa, Coapilla, Comitán de Domínguez, La Concordia, Copainalá, Chalchihuitán, Chamula, Chanal, Chapultenango, Chenalhó, Chiapa de Corzo, Chiapilla, Chicoasén, Chicomuselo, Chilón, Escuintla, Francisco León, Frontera Comalapa, Frontera Hidalgo, La Grandeza, Huehuetán, Huixtán, Huitiupán, Huixtla, La Independencia, Ixhuatán, Ixtacomitán, Ixtapa, Ixtapangajoya, Jiquipilas, Jitotol, Juárez, Larráinzar, La Libertad, Mapastepec, Las Margaritas, Mazapa de Madero, Mazatán, Metapa, Mitontic, Motozintla, Nicolás Ruíz, Ocosingo, Ocotepec, Ocozocoautla de Espinosa, Ostuacán, Osumacinta, Oxchuc, Palenque, Pantelhó, Pantepec, Pichucalco, Pijijiapan, El Porvenir, Villa Comaltitlán, Pueblo Nuevo Solistahuacán, Rayón, Reforma, Las Rosas, Sabanilla, Salto de Agua, San Cristóbal de las Casas, San Fernando, San Francisco del Mar, Siltepec, Simojovel, Sitalá, Socoltenango, Solosuchiapa, Soyaló, Suchiapa, Suchiate, Sunuapa, Tapachula, Tapalapa, Tapilula, Tecpatán, Tenejapa, Teopisca, Tila, Tonalá, Totolapa, La Trinitaria, Tumbalá, Tuxtla Gutiérrez, Tuxtla Chico, Tuzantán, Tzimol, Unión Juárez, Venustiano Carranza, Villa Corzo, Villaflores, Yajalón, San Lucas, Zinacantán, San Juan Cancuc, Aldama, Benemérito de las Américas, Maravilla Tenejapa, Marqués de Comillas, Montecristo de Guerrero, San Andrés Duraznal, Santiago el Pinar.
El presidente Enrique Peña Nieto realizó un recorrido para constatar los daños en la Pesquería Paredón, (Tonalá), el día 11 de septiembre acompañado de miembros de su gabinete y del gobernador Manuel Velasco Coello; durante dicho recorrido realizó las siguientes declaraciones: "Me llama la atención que hay mucho güero, por acá", estas palabras le produjeron variadas críticas. El día 15 del mismo mes, Peña Nieto y Velasco Coello recorrieron el Ejido Lázaro Cárdenas (Cintalapa), en donde Peña Nieto adelantó el tradicional Grito de Independencia. El día 24 de septiembre, Peña Nieto y Velasco Coello recorrieron el Ejido Quintana Roo (Jiquipilas), en donde explicó que la asistencia para la reconstrucción sería por medio de depósito en tarjetas de BANSEFI, como una manera de hacer que el recurso llegara directamente a los damnificados. El día 8 de octubre, Peña Nieto y Velasco Coello recorrieron el Ejido Benito Juárez (Villaflores), en donde Peña Nieto declaró: "Creo que si se organizan, a modo de tandas, como suele decirse, se organizan cuatro familias y deciden entre todos construir la primera casa, se sortean la de quién, luego la que sigue y la que sigue y así las cuatro casas", estas declaraciones le valieron nuevas críticas.
Para el día 27 de septiembre se efectuó una actualización de los daños:
- 107 municipios censados. 27 de ellos concentraron el 90% de los daños.
- 57.621 viviendas afectadas
- 5.485 viviendas inhabitables
- 11.292 viviendas que necesitan reparaciones.
- 40.844 viviendas con daños menores.
- 1.100 viviendas demolidas hasta esa fecha. Que representa un 20% de las viviendas inhabitables.
- 108 retroexcavadoras, 216 camiones de volteo y fuerza de trabajo de 800 personas trabajando en la demolición en Tuxtla Gutiérrez, Tonalá y Villaflores.
- 278 iglesias afectadas
- 102 inmuebles culturales
- 1.988 edificios con uso educativo con afectaciones
- 102 edificios del sector salud
- 104 edificios públicos
- 185 vías de comunicación con afectaciones

El día 13 de octubre la Secretaría de Desarrollo Agrario, Territorial y Urbano (SEDATU), presentó una plataforma en línea para consultar la información levantada en el censo realizado tras el sismo del 7 de septiembre en Oaxaca y Chiapas. En dicha plataforma se informó que Chiapas registró afectaciones en 58.366 viviendas en 90 de los 122 municipios.
El día lunes 30 de octubre, el presidente Peña Nieto recorrió nuevamente la Pesquería Paredón para supervisar las obras de la reconstrucción en la localidad. Durante su visita, Peña Nieto entregó 11 viviendas a sus respectivas familias, puso la primera piedra de la Clínica de Salud, entregó apoyos económicos a dueños de pequeños negocios y visitó la tienda Diconsa de la localidad. Aurelio Nuño Mayer entregó 1,697 tarjetas para reparaciones menores de las escuelas en Chiapas.
La Secretaría de Desarrollo Agrario, Territorial y Urbano dejó a  más de 4 mil personas fuera de los censos de daños, y sin posibilidad de recibir algún recurso para la reconstrucción.
Aproximadamente 1,200 de Arriaga, 1,600 de Tonalá y 900 de Pijijiapan, sí fueron censados, pero no les entregaron los recursos para la reconstrucción que se dieron vía tarjetas de BANSEFI. A quienes obtuvieron tarjetas, sólo les han depositado el 70 por ciento de los recursos para la reconstrucción. El gobierno de Chiapas no ha depositado el 30 por ciento restantes, que le corresponde aportar.
Más del 90 por ciento de las familias damnificadas continúan viviendo en condiciones adversas, bajo carpas y lonas, rentando o habitando aún en casas semidestruídas. Otras tuvieron que solicitar créditos a bancos para poder llevar a cabo la reconstrucción.
Ante este escenario, damnificados y organizaciones llaman a concluir de manera urgente la reconstrucción pendiente en viviendas, escuelas, centros de salud; y a investigar, resolver y evitar posibles actos de corrupción en el manejo de los recursos para la reconstrucción.  
Las autoridades gubernamentales dijeron que para la reconstrucción de viviendas se habían invertido 1 mil 564  millones 892 mil pesos. Según su versión señalaron que solo 1 mil 91 familias quedaron fuera del fondo de los recursos para la reconstrucción, a 516 ya se les consiguieron fondos adicionales, y al resto aún “se está gestionando recursos”.
Además, la Misión Civil de Observación a la Costa de Chiapas abordó las violaciones a los derechos humanos que sufrieron los damnificados. De la misma manera se denunció el hostigamiento contra personas defensoras de derechos humanos de la región. Al mismo tiempo se destacó la recomendación de la Misión para remediar las irregularidades detectadas, privilegiar la reconstrucción de instalaciones públicas fundamentales y brindar información oportuna y culturalmente adecuada para la población de la zona.
Por su parte, la Comisión Nacional de los Derechos Humanos (CNDH) informó que a un año de los sismo de los días 7 y 19 de septiembre de 2017, miles de personas continúan como damnificadas, pues no han sido reconstruidas un gran número de escuelas, unidades médicas y viviendas.
La Comisión señaló que no habido una debida transparencia ni rendición de cuentas sobre el manejo, administración y destino de los recursos públicos y de las donaciones nacionales e internacionales. Además, no se han registrado avances en el replanteamiento y operación de una política de prevención de desastres asociados a fenómenos naturales.

#### Oaxaca

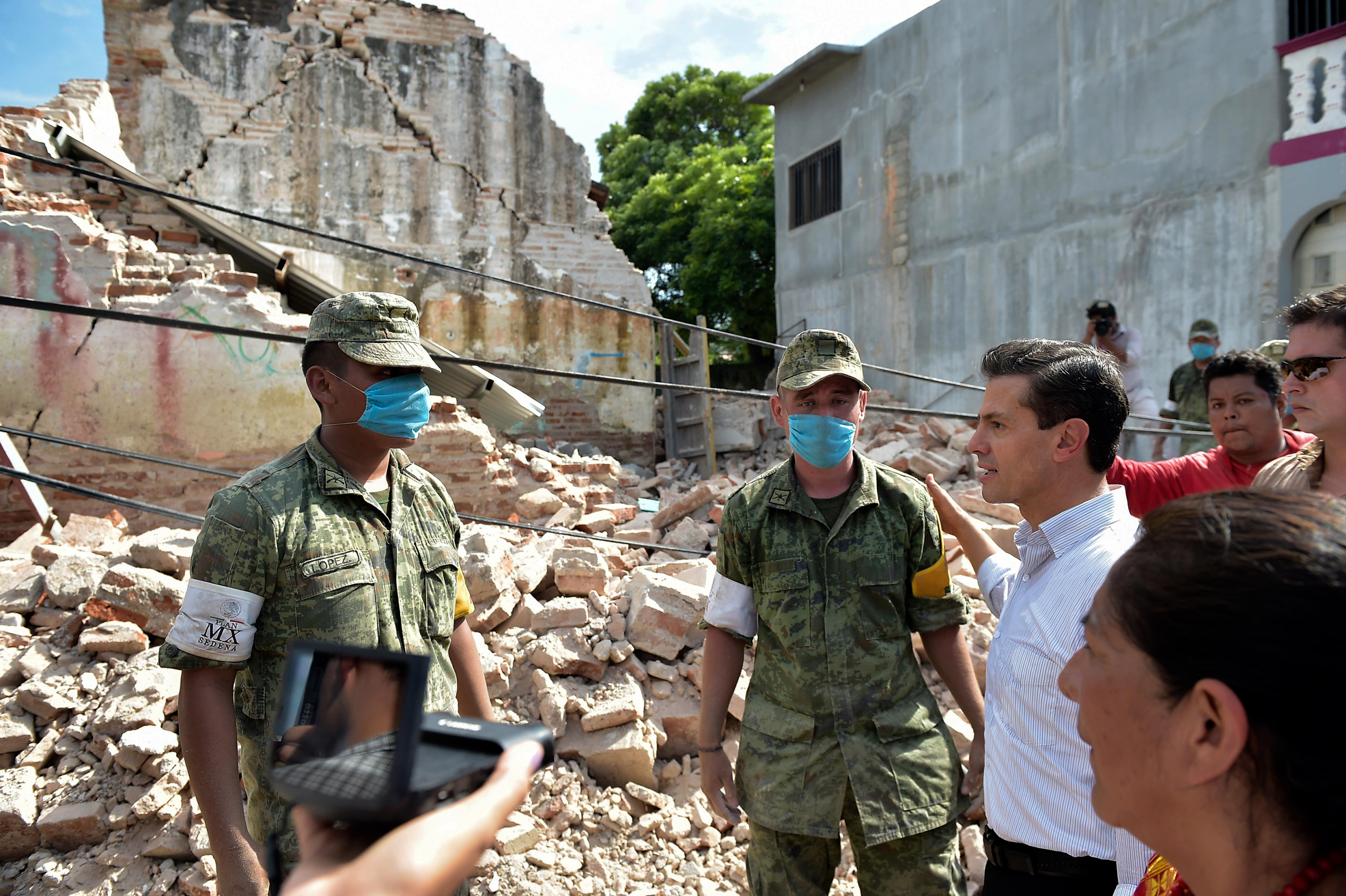
El presidente de México, Enrique Peña Nieto, visita Juchitán, tras el terremoto.

En la refinería Antonio Dovalí Jaime, ubicada en el municipio de Salina Cruz, ocurrió una explosión derivada del movimiento telúrico. La instancia de Protección Civil del estado informó que no hubo daños graves derivados del estallido. En Juchitán hubo daños importantes en la iglesia y en el palacio municipal, así como en un número amplio, pero desconocido, de viviendas familiares; en ese municipio fallecieron 45 personas. La carretera Oaxaca-Tehuantepec se vio afectada por la presencia de deslaves en el camino. En Matías Romero hubo daños importantes en toda la ciudad, colapsaron casas y bardas, principalmente en las colonias. En el centro del municipio, edificios históricos de la ciudad resultaron severamente dañados, como el estadio Ferrocarrilero, uno de los edificios más antiguos de la ciudad, al igual que las estaciones del tren de Matías Romero. También hubo colapsos de edificios y casas en la zona central de la ciudad, como el Hotel Anhe, una de las construcciones más dañadas de la ciudad, al igual que la Abarrotera del Sur, que colapsó la parte de arriba de la tienda, entre muchos otros daños.

### Regiones de Oaxaca afectadas ordenadas por intensidad
| Oaxaca                | Oaxaca                 |
| --------------------- | ---------------------- |
| Región                | Intensidad en Mercalli |
| Istmo                 | X - IX - VIII          |
| Valles Centrales      | VII                    |
| Costa                 | VII                    |
| Cuenca del Papaloapan | VI                     |
| Sierra Norte          | VI                     |
| Sierra Sur            | VI                     |
| Cañada                | VI                     |
| Mixteca               | VI                     |

#### Tabasco
Se reportaron dos víctimas, entre ellas un recién nacido en el Hospital del Niño de Villahermosa, la capital del estado. En esa misma ciudad algunos edificios sufrieron daños, el complejo de departamentos Torre Zafiro sufrió afectaciones estructurales. También se reportaron daños en el pavimento de la calle Lerdo, localizada en la zona Centro, y desperfectos en el Hotel Fairfield. En otras zonas del estado, se detectó que cinco viviendas de la Ranchería Acachapan y Colmena sufrieron desperfectos tales como grietas y hundimientos de tierra, además de la caída del techo de una iglesia en la Ranchería Puyacatengo. En cuanto a la infraestructura vial, se anunció que el Libramiento de Villahermosa sufrió un asentamiento, en el cruce de Tierra Amarilla.

#### Veracruz
Hubo 250 viviendas con daños, 17 de ellas consideradas de gravedad. Se reportaron afectaciones en un piso del hospital del Instituto Mexicano del Seguro Social de Orizaba, las cuales no alteraron el funcionamiento del sanatorio. Además 46 escuelas registraron afectaciones menores.

#### Ciudad de México
Se registraron daños en un edificio de la colonia Doctores, por lo que fue evacuado. Tanto la ciudadanía como el gobierno instalaron puestos de acopio en distintos puntos de la ciudad. La población y los medios de comunicación reportaron la presencia de luces de terremoto durante el fenómeno.

### Estados afectados
Orden por intensidad:
| México                    | México                 |
| ------------------------- | ---------------------- |
| Lugar                     | Intensidad en Mercalli |
| Oaxaca                    | IX                     |
| Chiapas                   | IX                     |
| Tabasco                   | VIII                   |
| Veracruz                  | VII                    |
| Ciudad de México          | VI                     |
| Puebla, Tlaxcala          | VI                     |
| Guerrero                  | V                      |
| Estado de México, Morelos | IV                     |
| Campeche                  | IV                     |
| Yucatán                   | III                    |
| Quintana Roo              | II                     |

## Afectaciones en Centroamérica

### Guatemala
En la nación centroamericana, la Coordinadora Nacional para la Reducción de Desastres (CONRED) dio a conocer que en ese país 3,586 personas se vieron afectadas por el terremoto, que se clasificó a 94 ciudadanos como damnificados y que fue necesario atender a dos heridos. El evento sísmico se sintió en los departamentos de Huehuetenango, Retalhuleu, Guatemala, Escuintla, San Marcos, Suchitepéquez, Totonicapán, Sololá, Santa Rosa, Izabal, Baja Verapaz, El Progreso, Chimaltenango y Quiché. En cuanto a afectaciones materiales, se reportó una vivienda con daños leves; 19, con daños moderados, y 61, con daños severos. También se registraron cinco edificios con desperfectos, además de tres carreteras y un puente, que resultaron dañados.

## Luces y destellos en el cielo
Antes y durante el terremoto, muchas personas vieron, fotografiaron, grabaron en video y publicaron luces en el cielo de distintos colores. Varios testigos dijeron que, por momentos, el fenómeno les pareció similar a una aurora boreal. En las redes sociales digitales, diversos usuarios especularon sobre las más variadas explicaciones (la rotura de cables, de torres y de transformadores de la red de suministro eléctrico, incluso ovnis). 
La explicación que dieron algunos medios de comunicación y algunas cuentas de redes sociales fue que se trataba de un «efecto luminoso no cuantificable», que en inglés se denomina EQL (de earthquake light, es decir, «luces del terremoto»). En entrevistas, Emilio Carreño, director del Instituto Geográfico Nacional de España, y Miguel Ángel Rodríguez, científico titular del Instituto Geológico y Minero de España, y la Agencia Española de Meteorología respaldaron esta opinión.
Sin embargo, Xyoli Pérez, jefa del Servicio Sismológico Nacional mexicano y Miguel Ángel Santoyo Investigador del Instituto de Geofísica de la UNAM, negaron que el fenómeno se relacionara con el sismo, ya que la vista de las luces se reportó en sitios distantes del epicentro. Carlos Mortera Gutiérrez, investigador del Instituto de Geofísica de la UNAM, respaldó esta misma versión.

## Réplicas
Tras el sismo principal y hasta las 10:00 horas, tiempo local (UTC -5) del 27 de septiembre de 2017, se registraron 5245 réplicas, 36 con magnitud de 5.0 o superior en la escala Richter. La más fuerte fue la primera, ocurrida a las 00:17:42 del día viernes 8 de septiembre con magnitud de 6.1.
| #         | Fecha y hora (UTC -5)              | Epicentro                       | Epicentro                                 | Profundidad | Magnitud |
| #         | Fecha y hora (UTC -5)              | Coordenadas                     | Ubicación                                 | Profundidad | Magnitud |
| --------- | ---------------------------------- | ------------------------------- | ----------------------------------------- | ----------- | -------- |
| Principal | 7 de septiembre de 2017. 23:49:18  | 14°51′N 94°51′O / 14.85, -94.85 | 133 km al suroeste de Pijijiapan, Chiapas | 45 km       | 8.2      |
| 1         | 8 de septiembre de 2017. 00:17:42  | 15°37′N 94°51′O / 15.62, -94.85 | 72 km al sureste de Salina Cruz, Oaxaca   | 32 km       | 6.1      |
| 2         | 8 de septiembre de 2017. 00:24:35  | 15°14′N 94°38′O / 15.24, -94.64 | 121 km al sureste de Salina Cruz, Oaxaca  | 13 km       | 5.8      |
| 3         | 8 de septiembre de 2017. 00:33:38  | 15°17′N 94°39′O / 15.29, -94.65 | 114 km al sureste de Salina Cruz, Oaxaca  | 29 km       | 5.7      |
| 4         | 8 de septiembre de 2017. 00:44:28  | 15°35′N 94°52′O / 15.59, -94.86 | 75 km al sureste de Salina Cruz, Oaxaca   | 27 km       | 5.6      |
| 5         | 8 de septiembre de 2017. 00:57:00  | 15°05′N 94°31′O / 15.09, -94.52 | 137 km al suroeste de Tonalá, Chiapas     | 21 km       | 5.1      |
| 6         | 8 de septiembre de 2017. 01:08:47  | 15°27′N 94°47′O / 15.45, -94.78 | 92 km al sureste de Salina Cruz, Oaxaca   | 10 km       | 5.0      |
| 7         | 8 de septiembre de 2017. 02:38:38  | 15°31′N 94°50′O / 15.52, -94.83 | 83 km al sureste de Salina Cruz, Oaxaca   | 50 km       | 5.3      |
| 8         | 8 de septiembre de 2017. 02:59:57  | 15°35′N 94°55′O / 15.58, -94.91 | 73 km al sureste de Salina Cruz, Oaxaca   | 50 km       | 5.2      |
| 9         | 8 de septiembre de 2017. 03:34:34  | 15°10′N 94°20′O / 15.17, -94.33 | 130 km al suroeste de Tonalá, Chiapas     | 16 km       | 5.9      |
| 10        | 8 de septiembre de 2017. 06:25:56  | 15°54′N 95°07′O / 15.90, -95.11 | 32 km al sureste de Salina Cruz, Oaxaca   | 59 km       | 5.0      |
| 11        | 8 de septiembre de 2017. 06:43:07  | 15°50′N 95°02′O / 15.83, -95.04 | 42 km al sureste de Salina Cruz, Oaxaca   | 59 km       | 5.2      |
| 12        | 8 de septiembre de 2017. 09:24:59  | 15°47′N 94°56′O / 15.78, -94.93 | 94 km al suroeste de Arriaga, Chiapas     | 16 km       | 5.3      |
| 13        | 8 de septiembre de 2017. 09:45:00  | 15°44′N 94°54′O / 15.73, -94.90 | 60 km al sureste de Salina Cruz, Oaxaca   | 97 km       | 5.5      |
| 14        | 8 de septiembre de 2017. 12:02:55  | 15°46′N 94°56′O / 15.77, -94.94 | 54 km al sureste de Salina Cruz, Oaxaca   | 71 km       | 5.0      |
| 15        | 8 de septiembre de 2017. 13:24:14  | 16°03′N 95°20′O / 16.05, -95.33 | 20 km al suroeste de Salina Cruz, Oaxaca  | 75 km       | 5.1      |
| 16        | 8 de septiembre de 2017. 13:57:23  | 16°10′N 95°14′O / 16.17, -95.24 | 6 km al suroeste de Salina Cruz, Oaxaca   | 65 km       | 5.2      |
| 17        | 8 de septiembre de 2017. 21:32:07  | 15°05′N 94°20′O / 15.08, -94.33 | 127 km al suroeste de Tonalá, Chiapas     | 20 km       | 5.4      |
| 18        | 8 de septiembre de 2017. 22:08:14  | 15°43′N 94°32′O / 15.71, -94.54 | 87 km al sureste de Salina Cruz, Oaxaca   | 16 km       | 5.3      |
| 19        | 8 de septiembre de 2017. 23:54:48  | 14°44′N 94°15′O / 14.73, -94.25 | 154 km al suroeste de Pijijiapan, Chiapas | 20 km       | 5.6      |
| 20        | 9 de septiembre de 2017. 00:22:16  | 15°31′N 94°51′O / 15.52, -94.85 | 82 km al sureste de Salina Cruz, Oaxaca   | 16 km       | 5.2      |
| 21        | 9 de septiembre de 2017. 01:24:20  | 15°39′N 95°02′O / 15.65, -95.04 | 61 km al sureste de Salina Cruz, Oaxaca   | 17 km       | 5.0      |
| 22        | 9 de septiembre de 2017. 07:17:40  | 15°47′N 94°56′O / 15.79, -94.93 | 52 km al sureste de Salina Cruz, Oaxaca   | 55 km       | 5.4      |
| 23        | 9 de septiembre de 2017. 10:30:09  | 15°43′N 95°04′O / 15.71, -95.06 | 54 km al sureste de Salina Cruz, Oaxaca   | 26 km       | 5.0      |
| 24        | 9 de septiembre de 2017. 15:26:16  | 15°39′N 94°55′O / 15.65, -94.91 | 66 km al sureste de Salina Cruz, Oaxaca   | 32 km       | 5.0      |
| 25        | 9 de septiembre de 2017. 22:07:21  | 15°18′N 94°42′O / 15.30, -94.70 | 111 km al sureste de Salina Cruz, Oaxaca  | 15 km       | 5.8      |
| 26        | 10 de septiembre de 2017. 10:28:50 | 15°13′N 94°34′O / 15.21, -94.57 | 127 km al sureste de Salina Cruz, Oaxaca  | 20 km       | 5.0      |
| 27        | 11 de septiembre de 2017. 09:55:58 | 15°15′N 94°33′O / 15.25, -94.55 | 124 km al sureste de Salina Cruz, Oaxaca  | 16 km       | 5.2      |
| 28        | 11 de septiembre de 2017. 16:09:13 | 15°03′N 94°14′O / 15.05, -94.24 | 140 km al suroeste de Tonalá, Chiapas     | 20 km       | 5.2      |
| 29        | 11 de septiembre de 2017. 20:12:31 | 15°01′N 94°58′O / 15.02, -94.96 | 126 km al suroeste de Tonalá, Chiapas     | 34 km       | 5.6      |
| 30        | 12 de septiembre de 2017. 00:08:45 | 15°01′N 93°59′O / 15.01, -93.98 | 111 km al suroeste de Pijijiapan, Chiapas | 13 km       | 5.3      |
| 31        | 12 de septiembre de 2017. 04:20:01 | 15°32′N 95°04′O / 15.53, -95.06 | 73 km al sur de Salina Cruz, Oaxaca       | 16 km       | 5.0      |
| 32        | 12 de septiembre de 2017. 15:07:30 | 15°22′N 94°48′O / 15.37, -94.80 | 99 km al sureste de Salina Cruz, Oaxaca   | 16 km       | 5.0      |
| 33        | 12 de septiembre de 2017. 21:01:38 | 15°01′N 94°37′O / 15.01, -94.62 | 144 km al sureste de Salina Cruz, Oaxaca  | 20 km       | 5.0      |
| 34        | 13 de septiembre de 2017. 00:09:31 | 15°13′N 93°43′O / 15.21, -93.71 | 75 km al suroeste de Pijijiapan, Chiapas  | 51 km       | 5.0      |
| 35        | 13 de septiembre de 2017. 16:30:46 | 15°22′N 95°15′O / 15.37, -95.25 | 90 km al sur de Salina Cruz, Oaxaca       | 20 km       | 5.3      |
| 36        | 13 de septiembre de 2017. 16:42:12 | 14°53′N 94°20′O / 14.89, -94.34 | 147 km al suroeste de Tonalá, Chiapas     | 16 km       | 5.2      |

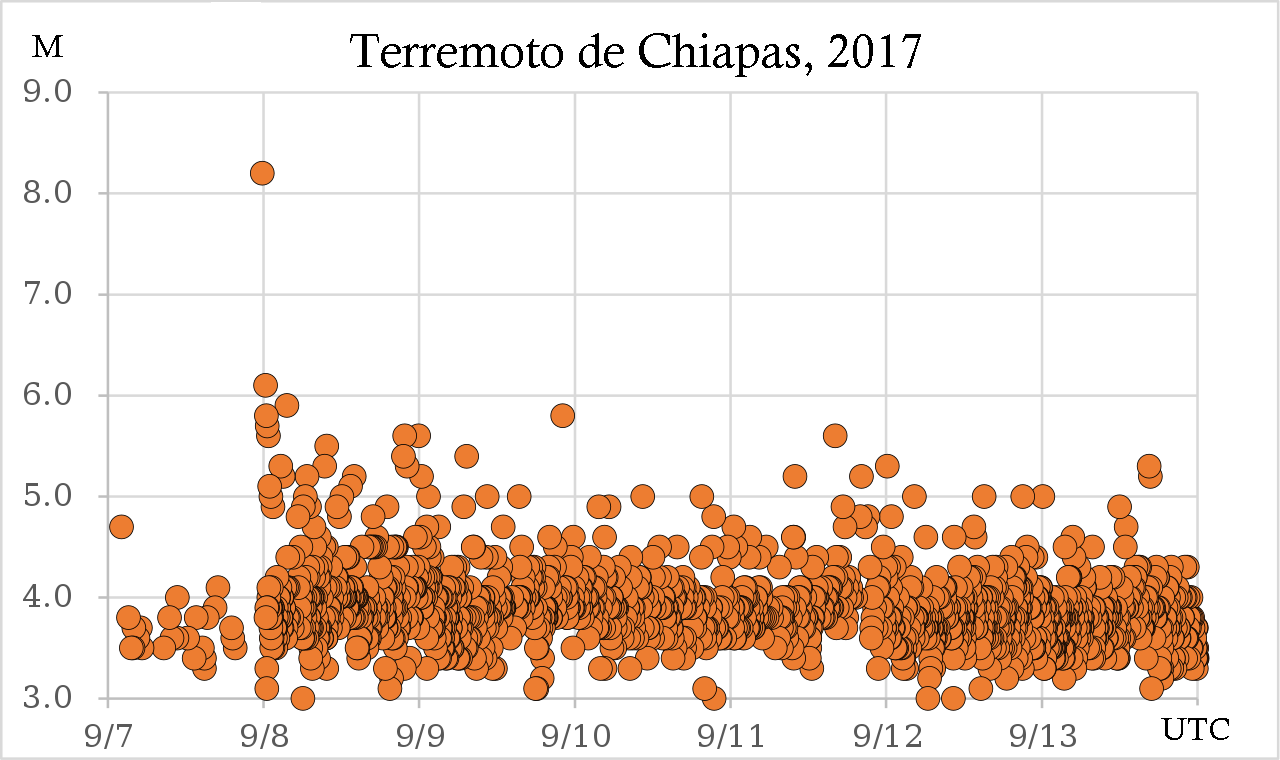
Magnitudes del terremoto de Chiapas de 2017
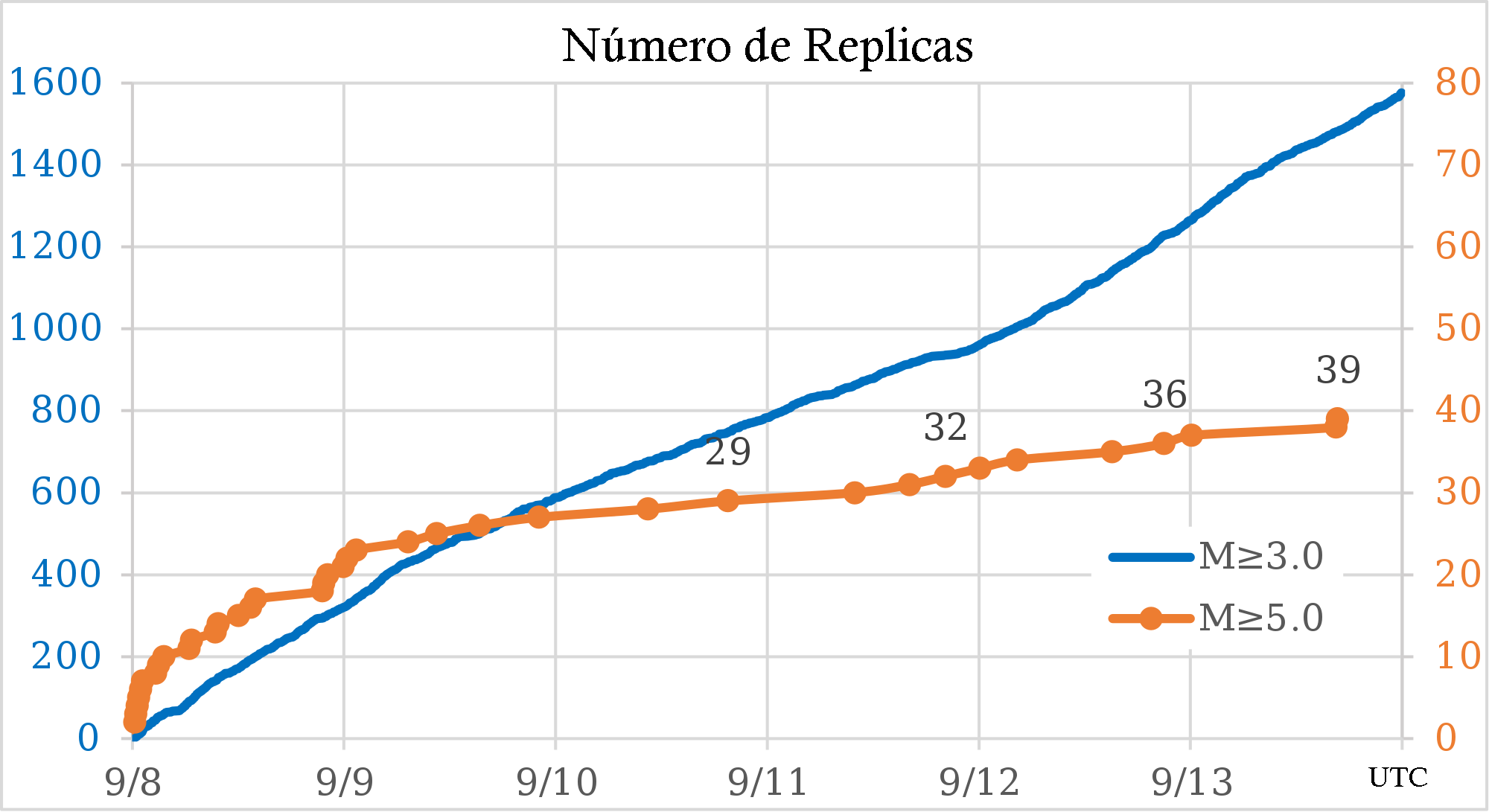
Número de réplicas del terremoto de Chiapas
Mapa de terremotos a partir del 13 de septiembre Rojo marca terremotos sobre M w 8,0 Naranja sobre M w 5,0.